# Lubomirski-Palast (Lwiw)

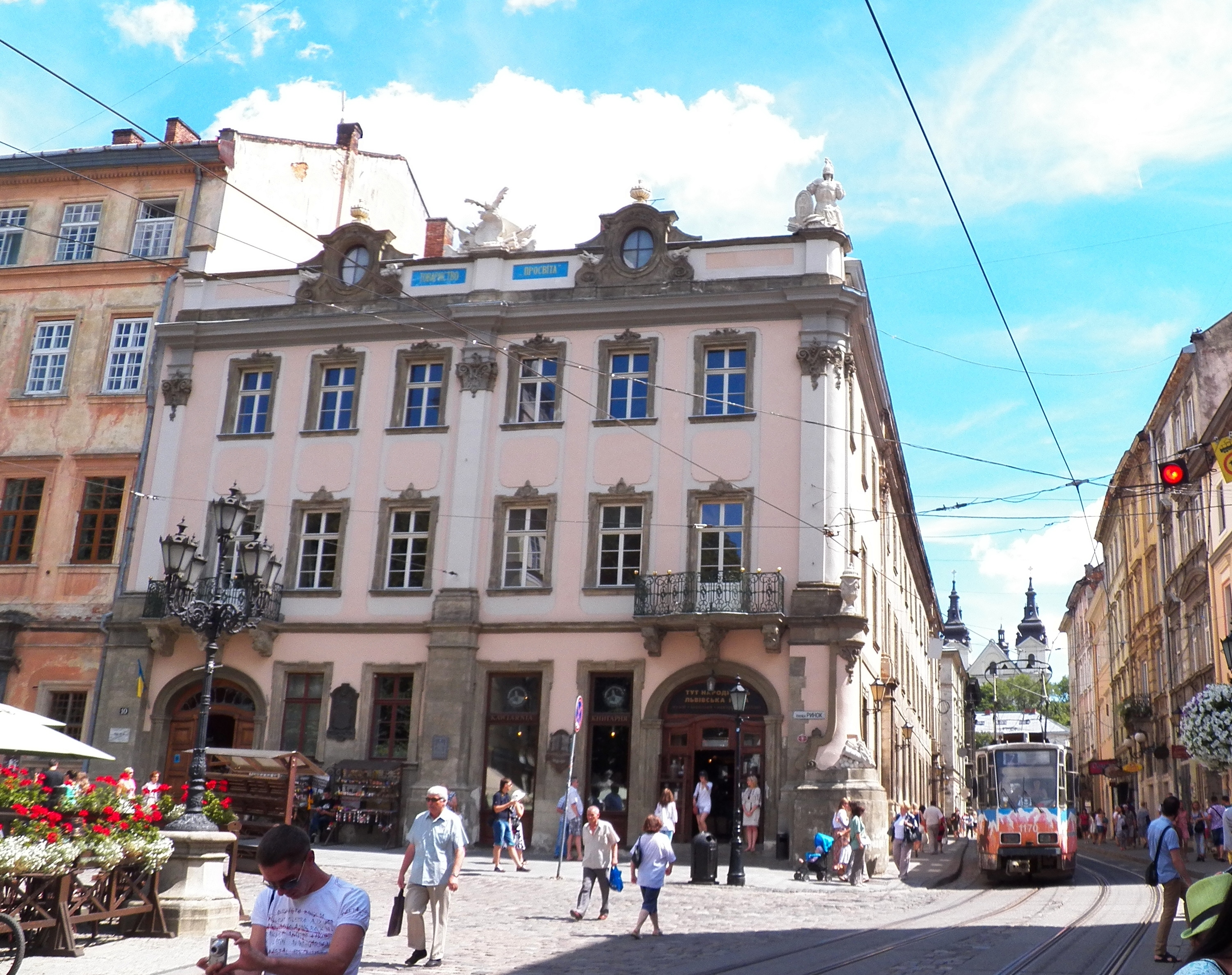
Lubomirski-Palast in Lemberg

Der Lubomirski-Palast (ukrainisch Палац Любомирських Palaz Ljubomyrskych) ist ein repräsentatives Barockgebäude am Marktplatz (Rynok) der westukrainischen Stadt Lwiw (Lemberg). Es wurde als Residenz des polnischen Fürsten Stanisław Lubomirski (1722–1782) erbaut und diente später als Sitz der Gouverneure des österreichischen Kronlandes Galizien.

## Entstehung
Die zugrunde liegenden Gebäude stammen zum Teil aus dem Mittelalter, zum Teil aber auch aus dem 16. und 17. Jahrhundert. Bereits im Jahr 1744 wurden die beiden mittelalterlichen Häuser vom Architekten Bernard Meretyn zu einem Haus umgebaut. 1760 begann Lubomirski die umliegenden Häuser zu kaufen und ließ sie von den Architekten Jan de Witte, Bernard Meretyn und Martin Urbanik im Barock-Stil zu einem einzigen Haus umbauen. Danach war ein großes Haus (6 Fenster zum Markt, 15 Fenster zur Ruska-Straße, 4 Fenster zur Ivana-Fererova-Straße) mit üppiger Fassadenverzierung im Rokoko-Stil entstanden. In der Hauptfassade (Richtung Markt) blieb eine Tür erhalten, deren Schlussstein das Jahr 1695 zeigt, zudem blieben in Teilen des Gebäudes die Kamine erhalten.
Die zahlreichen Verzierungen an den Fassaden, wie zum Beispiel Pilaster und Säulen, aber auch Girlanden an den Fenstern, wurden vom Bildhauer Sebastian Fessinger erstellt, der gleichzeitig am Bau der Georgskathedrale beteiligt war. Des Weiteren findet man an der Hauptfassade zwei Balkone mit Metallgeländern. An der Seitenfassade (Richtung Ruska-Straße) findet man verschiedene Kriegerfiguren und andere militärische Abbilder, beispielsweise eine Kanone und auch eine Rüstung mit Schild. Hierbei ist noch hervorzuheben, dass der Schild die Initialen „SL“ des ehemaligen Besitzers Stanisław Lubomirski zeigt.

## Regierungsgebäude
Im Jahr 1767 wurde der Palast zur Residenz des russischen Generals Kretschetnikow und wechselte fortan häufig den Besitzer. Im Jahre 1772 wurde er zur Residenz des ersten Gouverneurs Galiziens, dessen Position bis 1822 neun verschiedene Männer einnahmen. Im Jahr 1822 wurde die Residenz des Gouverneurs in ein anderes Gebäude verlegt und 1895 kaufte die Proswita (Gesellschaft „Aufklärung“) das Haus.

### Ausrufung der Unabhängigkeit
Nach dem deutschen Überfall auf die Sowjetunion verlas Jaroslaw Stezko von der Organisation Ukrainischer Nationalisten-Banderisten (OUN-B) am 30. Juni 1941 vom Balkon des Hauses die sogenannte „Akte der Erneuerung“, die einen unabhängigen ukrainischen Staat ausrief. Wenige Tage später wurden Stezko, Bandera und weitere OUN-B-Aktivisten aber von der Gestapo verhaftet und ins KZ Sachsenhausen gebracht, weil ein solcher unabhängiger Staat von deutscher Seite nicht erwünscht war.

### Museum
Heute (2012) befindet sich im Palast eine Ausstellung des ethnografischen Museums. Darin sind alte Möbel und Alltagsgegenstände wie Porzellangeschirr zu sehen.